# Temple de Baal Shamin
|  | No s'ha de confondre amb el Temple de Baal.. |

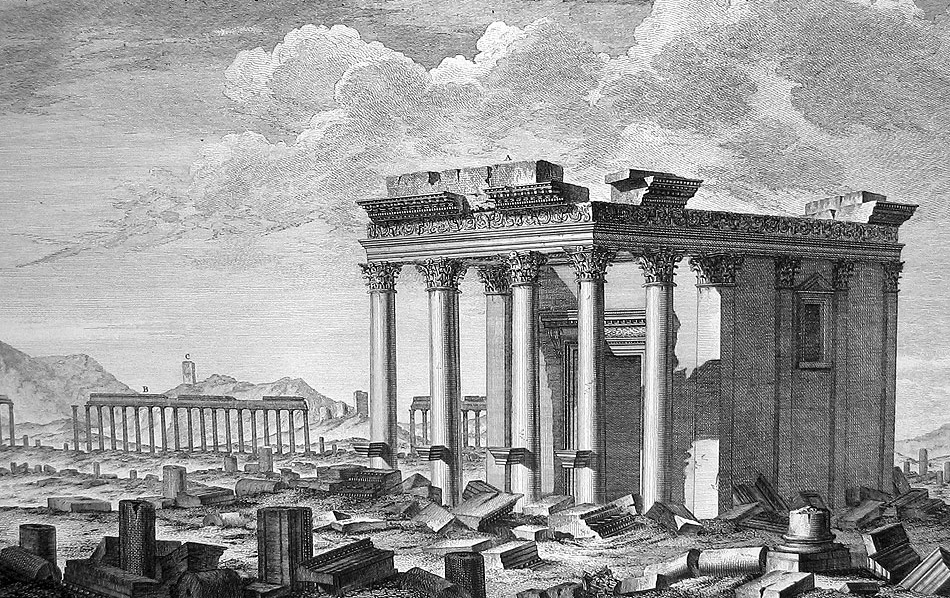
Estat del temple el 1753, segons un gravat de Robert Wood

El temple de Baal Shamin (àrab: معبد بعل شمين, maʾbad Baʾl Xamīn) fou un antic temple dedicat a la deïtat cananea Baal Shamin, situat a la ciutat de Palmira, a Síria. La seva data de construcció es remunta cap a finals del segle ii aC. Va ser reconstruït i ampliat sota el mandat de l'emperador romà Hadrià; l'altar de davant del temple datava de l'any 115 dC. Amb l'arribada del cristianisme al segle 5 dC, el temple va esdevenir una església.
El 1980 va ser declarat Patrimoni de la Humanitat per la UNESCO dins el conjunt «Lloc de Palmira» i el 20 de juny de 2013 es va incloure a tots els llocs sirians a la llista del Patrimoni de la Humanitat en perill per alertar sobre els riscos a què estaven exposats a causa de la Guerra civil siriana. L'any 2015 fou destruït en ser dinamitat per l'Estat Islàmic.

## Arquitectura
El temple va ser originalment part d'un extens recinte de tres patis i presentà una fusió d'estils arquitectònics orientals i romans; les proporcions i capitells eren romans, mentre que els elements per sobre de l'arquitrau i les finestres laterals eren típics de la tradició oriental siriana. Una inscripció en grec al peu d'una columna que sostenia el bust de Male, benefactor del temple també conegut com a Agripa, esmentava la visita de l'emperador Hadrià a Palmira al voltant del 129 dC, i que va fer reconstruir el temple, el vestíbul i tota la decoració.